# Calendrier meurtrier
Pour plus de détails, voir Fiche technique et Distribution.
Calendrier meurtrier (The January Man) est un film américain réalisé par Pat O'Connor et sorti en 1989.
Kevin Kline y incarne un ex-policier au tempérament excentrique, qui reprend du service pour tenter de mettre fin à une série de 11 meurtres commis par un tueur psychopathe.

## Synopsis
Le soir du nouvel an, Alison Hawkins, une jeune et riche héritière, est tuée dans son luxueux appartement de Manhattan après avoir passé la soirée avec Bernadette Flynn, la fille du maire. La presse s'empare de l'affaire car il s'agit d'un tueur en série qui sévit depuis plusieurs mois. Face au sentiment d'insécurité grandissant, le maire Eamon Flynn met la pression au commissaire du New York City Police Department, Frank Starkey, pour résoudre l'enquête. Il lui demande de rappeler son frère Nick, qui a été renvoyé des services de police. Frank reprend donc contact avec son frère, désormais pompier. Nick accepte à une condition : pouvoir dîner avec Christine, femme de Frank et ancienne petite-amie de Nick. Ils évoquent leur passé commun ainsi que la possibilité que Frank soit responsable du renvoi de Nick de la police pour corruption, deux ans plus tôt.
Le retour de Nick est très médiatisé et n'est pas du goût du capitaine, Vincent Alcoa. Nick prend ses aises au commissariat et prend un immense bureau qu'il fait décorer par son ami peintre, Ed. Il insiste même pour le faire engager comme assistant. Nick exige également du materiel high-tech.
Aux funérailles d'Alison Hawkins, il croise Bernadette Flynn et la suit. Il l'invite à boire un verre. Ils font ensuite l'amour dans un hôtel. Nick lui demande ensuite de lui montrer où vivait son amie Alison.
Le lendemain, Nick s'entretient sur l'avancée de son enquête avec son frère. Il pense savoir quand le tueur va frapper à nouveau. Il comprend que les jours des dates des meurtres, un par mois, sont tous des nombres premiers. Il en déduit que pour janvier, le tueur va frapper la nuit prochaine. Il demande des renforts au capitaine Alcoa, qui n'est pas très coopératif.
Lors d'un dîner au restaurant avec son mari et le maire, Christine leur fait comprendre qu'elle sait tout de l'affaire de corruption qui a fait plonger Nick il y a deux ans.
Après avoir commis son dernier meurtre, le tueur se défenestre. Alors que tout le monde s'en rejouit, Nick pense qu'il ne s'agit pas du même tueur car trop d'indices diffèrent des onze précédents meurtres.
Grâce à l'aide de Bernadette et Ed, Nick fait le parallèle entre les meurtres et la constellation de la Vierge. Ils comprennent également que chaque meurtre fait référence à une note de la célèbre chanson Calendrar'". Ils parviennent donc à prévoir où le 12e meurtre sera commis. Bernadette prend la place de la propriétaire de l'appartement pour servir d'appât. Alors que le tueur attaque la jeune femme, Nick tarde à entrer dans l'appartement. Le tueur parvient à fuir et Nick se lance à sa poursuite dans l'escalier. Le capitaine Alcoa envoie alors des nombreux renforts sur place. Tous arrivent alors que Nick leur livre le criminel. Christine se rend aussi sur les lieux et annonce à Nick qu'elle a quitté Frank. Elle lui donne ensuite la preuve de l'affaire de corruption. Nick, bien amoché, retrouve ensuite la belle Bernadette.

## Fiche technique
- Titre français : Calendrier meurtrier
- Titre original : The January Man
- Réalisation : Pat O'Connor
- Scénario : John Patrick Shanley
- Musique : Marvin Hamlisch
- Photographie : Jerzy Zieliński
- Décors : Philip Rosenberg
- Costumes : Ann Roth
- Montage : Lou Lombardo
- Production : Norman Jewison et Ezra Swerdlow
- Sociétés de production : Metro-Goldwyn-Mayer et Star Partners II Ltd
- Distribution : Metro-Goldwyn-Mayer
- Langue originale : anglais
- Format : Couleur - 1.85:1 - son : Dolby
- Genre : comédie policière et thriller
- Durée : 97 minutes
- Dates de sortie : 
  - États-Unis : 13 janvier 1989
  - France : 19 juillet 1989

## Distribution
- Kevin Kline (VF : Dominique Collignon-Maurin) : le lieutenant Nick Starkey
- Susan Sarandon (VF : Béatrice Delfe[1]) : Christine Starkey
- Mary Elizabeth Mastrantonio (VF : Laurence Crouzet) : Bernadette Flynn
- Harvey Keitel (VF : Gérard Berner) : le commissaire Frank Starkey
- Danny Aiello (VF : Jacques Ferrière) : Vincent Alcoa
- Rod Steiger (VF : Edmond Bernard) : le maire Eamon Flynn
- Alan Rickman : Ed
- Faye Grant (VF : Dorothée Jemma) : Alison Hawkins
- Ken Walsh : Roger Culver
- Jayne Haynes : Alma
- Brian Tarantina : Cone
- Bruce MacVittie : Rip
- Bill Cobbs (VF : Robert Liensol) : l’inspecteur Reilly
- Greg Walker : l’homme de janvier